# Marc Bousseyrol
Marc Bousseyrol est un économiste français.

## Biographie
Ancien élève de l'École normale supérieure Paris-Saclay, agrégé d'économie et de gestion, professeur de chaire supérieure, il enseigne l'économie en classe préparatoire à l'ENS de Cachan au lycée Turgot. 
Il était également maître de conférences à l'Institut d'études politiques de Paris avant d'être remercié en décembre 2017.
Il est l'auteur en 2009 de Vive la dette en réaction au Rapport Pébereau sur la dette publique, dans lequel il analyse de façon hétérodoxe et post-keynésienne l'endettement de l'État.

## Prises de position

### Dette publique
Il considère que la dette publique ne doit pas être mesurée selon des normes comptables mais doit être analysée en prenant en compte ses conséquences dans l'avenir. Le passif du compte de l'État ne pourra jamais correspondre à un actif hors de tout bilan comptable (ex. santé, éducation, institutions etc).

### Positionnement politique
Marc Bousseyrol est classé à gauche de l’échiquier politique et contribua au programme économique de Jean-Luc Mélenchon en 2012.

## Ouvrages
- Vive la dette !, éditions Thierry Magnier, collection Troisième Culture, 2009, 161 p.
- Réussir la dissertation d'économie d'entreprise et de théorie des organisations : CAPET, agrégation, expertise comptable, éditions Ellipse, Paris, 1995, 128 p.,  (ISBN 2-7298-9551-5), (BNF 35750991).
- Réussir la dissertation d'économie générale : agrégation, CAPES, CAPET, HEC, éditions Ellipse, Paris, 1996, 159 p.,  (ISBN 2-7298-5639-0), (BNF 37020464).
- Introduction à l'œuvre de Keynes, éditions Ellipses, coll. « Les économiques », Paris, 2000, 191 p.,  (ISBN 2-7298-0005-0), (BNF 37184528). Cet ouvrage a donné lieu, en juin 2000, à une recension dans le mensuel Alternatives économiques[5]
- Vive la dette, 2009, éditions Thierry Magnier, coll. « Troisième culture », Paris, avril 2009, 161 p.,  (ISBN 978-2-84420-745-6), (BNF 41460359)[2]. Cet ouvrage a occasionné un entretien titré « La dette publique permet de fabriquer de la croissance »[6], publié le 12 mai 2009 sur le site lexpansion.com.
- Le dico du DCG, éditions Gualino, coll. « Manuels d'expertise comptable », Paris, [à paraître le 3 janvier 2010][7], [pagination non connue],  (ISBN 978-2-297-01095-5), [pas de notice BNF]